# さくらももこのオールナイトニッポン
『さくらももこのオールナイトニッポン』はニッポン放送の深夜放送オールナイトニッポンで、漫画家のさくらももこがパーソナリティを担当していたラジオ番組。1991年10月21日放送開始、1992年10月12日放送終了。

## 放送時間
- 毎週月曜日 25:00 - 27:00（深夜=火曜日未明 1:00 - 3:00。JST） ※『オールナイトニッポン』月曜1部枠[注 1]

## 概要
- 放送開始の前週である1991年10月15日未明に放送された『中島みゆきのオールナイトニッポン』の復活スペシャルの放送内でさくらが中島みゆき宛にリスナー風のファックスにて番組開始メッセージを送り読まれていた。
- さくらが毎週、生放送でやるのを非常に不安に感じたため、録音放送だった。
- さくらの自宅で当番組を録音したことがある。
- 開始当時から、宮永正隆が聞き手役および、全ての選曲を務めた。宮永正隆は、さくらの担当編集者であり、りぼんの読者投稿ページ「みーやんのとんでもケチャップ」のみーやんとしても人気があった（同コーナーのイラストは初代が柊あおい、二代目がさくらももこだった）。集英社を円満退社し、紙媒体以外の分野も含むトータル・プロデューサーとなることで、作詞・エッセイ・詩・マーチャンダイジング・映画化など、さくらの作品世界は更に広がっていった。オールナイトニッポンでは「みーやんのお耳拝借」というコーナーもあり、ラジオで普通かからないジャンルの面白い曲や、ビートルズの未発表曲といった貴重なコレクションでリスナーの知的好奇心を刺激した。
- 番組内のフィラー曲としてさくらが作詞し『ちびまる子ちゃん』のまる子役のTARAKO他『ちびまる子』のキャラクターが歌う「仲よしマーチ」が使用された。これはそれ以前に宮永正隆プロデュースでリリースされていたイメージアルバム「ごきげん　まる子の音日記」（BMGビクター）のラストを飾る曲で、戸田誠司の作曲と編曲、さくらの作詞である。
- 放送日は不明だがフリッパーズ・ギター解散の第一報を放送した。これは、番組録音日の昼に音楽雑誌からさくらプロダクションに「フリッパーズ・ギターが解散しましたのでさくらさんにコメントを」と電話があったため、その夜の放送でその事実を語ったもので、結果的に日本最速の解散報道となった。
- さくらが2018年8月15日に死去したことを受け、『長谷川幸洋のOK! Cozy up!』 8月28日の番組内で、当番組の1992年9月7日放送回からの一部音源が流された[2]。
- その後、2018年9月12日に行われたニッポン放送の定例記者会見で、かつて、『ビートたけしのオールナイトニッポン』でディレクターを務め、この時点では専務を務めている森谷和郎が[3]、さくらが「おしゃべりがユニークでビートたけしさんの『オールナイトニッポン』のファンでリスナーだった。ハガキも何通か出したということで、ぜひ『オールナイトニッポン』をやりたいということでスタートした」と番組開始の経緯を語ったうえで、「たけしさんからもらった直筆の絵が3枚あって、売れっ子だったさくらさんが『欲しい』ということだったので、（たけしさんからさくらももこに対して）あげました」とエピソードを話した[4]。また、前述したように、音源をオンエアした反響について、ニッポン放送の社長（当時）である岩崎正幸は「リスナーからも惜しむ声が多く、当時の声を聞くことができてうれしかったという反響があった」と述べている[3]。

### 関連番組
2024年1月2日の1時から3時（1日深夜）に『さくらももこのオールナイトニッポン2024～ももこを語るの巻～』を放送。
番組はさくらももこを慕う蛙亭のイワクラ、BiSHの元メンバーのモモコグミカンパニー、直木賞作家の朝井リョウ、レインボーのジャンボたかおが出演。「私とさくらももこ」「さくらももこワールドの登場人物」「さくらももこの言葉」のトークテーマでさくらももこの魅力を話し、『さくらももこのオールナイトニッポン』の音源も放送された。

## スタッフ
- ディレクター:中山千彰
- アシスタントディレクター:小林順（現：株式会社ファイ・副社長）
- ミキサー:清水
- 構成:山越

## 番組本
- 『ももこのしゃべりことば』（ニッポン放送出版、1992年5月30日、ISBN 4-594-00939-5） ※本番組のトークが収録[1]。

## その他
- 1992年2月17日放送回にて、TARAKOとフォークシンガーのイルカがゲスト出演。両者ともさくらと声が酷似しているため、リスナーやラジオブース内を“混乱”に陥れた回として話題となった。
- さくらプロダクションでさくらのアシスタントを長く務め、さくらの没後に漫画『ちびまる子ちゃん』などの後任作家となった小萩ぼたんは、同番組へのハガキの投稿がさくらプロダクション就職へのきっかけとなった[8]。なお、さくらの存命中に刊行された書籍には、同じ経歴を持つアシスタントとして藤谷香の名前が挙がっていた（さくらは、自著で「もしオールナイトニッポンをやっていなかったら…、もし藤谷さんがラジオを聴いていなかったら…」とも述べていた）が[9]、小萩と同一人物か否かについては公表されていない。